# Töging am Inn

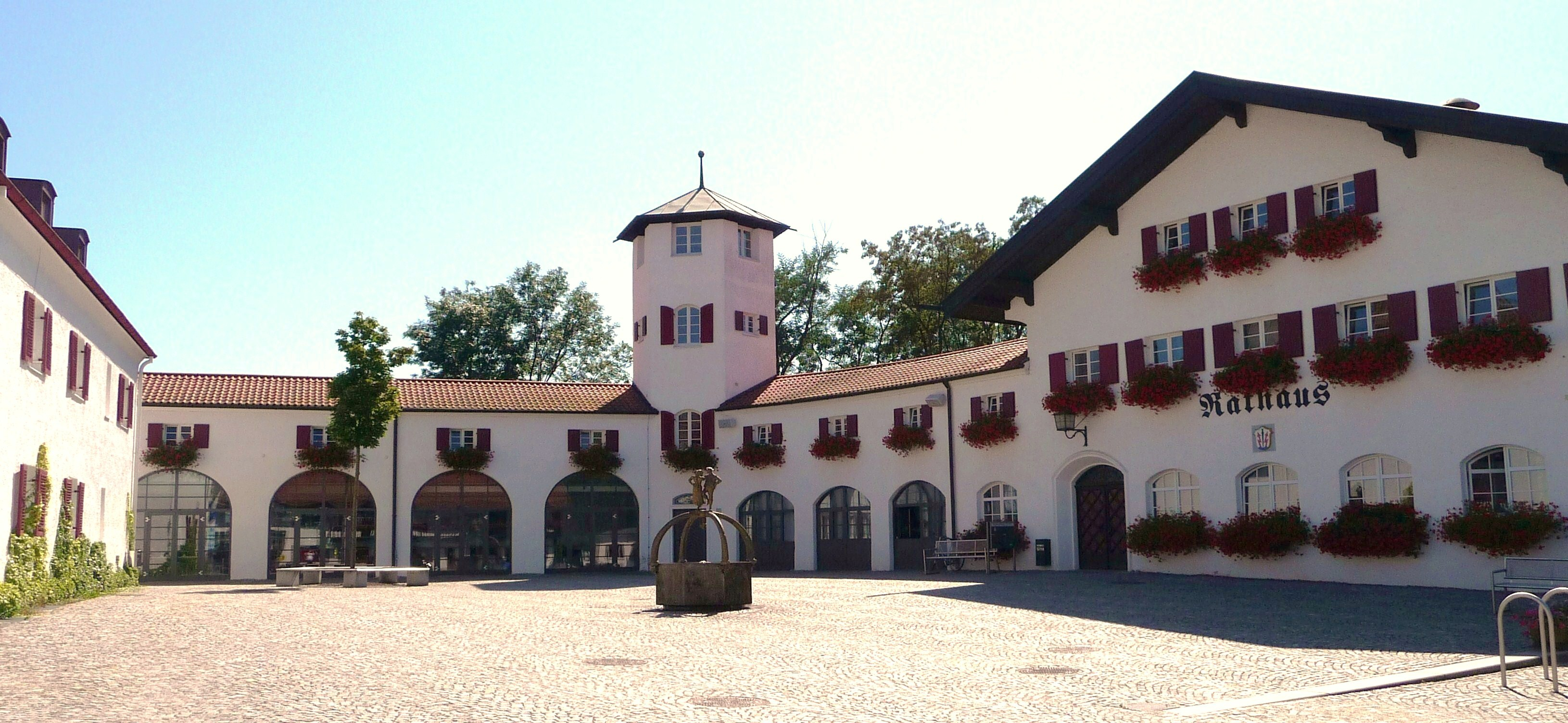
Primăria

Töging am Inn este un oraș din districtul Altötting, regiunea administrativă Bavaria Superioară, landul Bavaria, Germania.